# Lowndesboro (Alabama)
Lowndesboro és una població dels Estats Units a l'estat d'Alabama. Segons el cens del 2000 tenia 140 habitants.

## Demografia
Segons el cens del 2000, Lowndesboro tenia 140 habitants, 58 habitatges, i 40 famílies. La densitat de població era de 67,6 habitants/km².
Dels 58 habitatges en un 29,3% hi vivien nens de menys de 18 anys, en un 55,2% hi vivien parelles casades, en un 12,1% dones solteres, i en un 31% no eren unitats familiars. En el 29,3% dels habitatges hi vivien persones soles el 20,7% de les quals corresponia a persones de 65 anys o més que vivien soles. El nombre mitjà de persones vivint en cada habitatge era de 2,41 i el nombre mitjà de persones que vivien en cada família era de 2,98.
Per edats la població es repartia de la següent manera: un 27,1% tenia menys de 18 anys, un 4,3% entre 18 i 24, un 27,9% entre 25 i 44, un 17,1% de 45 a 60 i un 23,6% 65 anys o més.
L'edat mediana era de 42 anys. Per cada 100 dones hi havia 94,4 homes. Per cada 100 dones de 18 o més anys hi havia 88,9 homes.
La renda mediana per habitatge era de 27.917 $ i la renda mediana per família de 35.833 $. Els homes tenien una renda mediana de 23.750 $ mentre que les dones 41.250 $. La renda per capita de la població era de 17.101 $. Aproximadament el 16% de les famílies i el 29,7% de la població estaven per davall del llindar de pobresa.

## Poblacions més properes
El següent diagrama mostra les poblacions més properes.